# Connectionist Temporal Classification
Modèle:Orphelindate=juin 2022

Pour les articles homonymes, voir CTC.
Connectionist Temporal Classification (classification temporelle connectioniste), ou CTC, est une méthode connectable[Quoi ?] dans des réseaux de neurones artificiels destinée à identifier des labels dans des séquences de données temporelles.
Elle permet, par exemple, d'identifier des phonèmes dans des données audio ou encore d'identifier des lettres de l'alphabet dans des images de texte manuscrit.